# غيلسون سيلفا
غيلسون سيلفا (بالبرتغالية: Gelson Silva‏) هو مدرب كرة قدم ولاعب كرة قدم برازيلي في مركز الوسط، ولد في 4 نوفمبر 1967. لعب مع أمريكا دي كالي وغريميو بورتو أليغرينزي ونادي سامبايو كوريا ونادي سيارا ونادي فيتوريا ونادي كريسيوما.

## وصلات خارجية
- غيلسون سيلفا على موقع قاعدة بيانات كرة القدم.إي يو (الإنجليزية)